# Cidaris (schimmel)
Cyathipodia is een monotypisch geslacht van schimmels behorend tot de familie Helvellaceae. Het bevat alleen de soort Cidaris caroliniana.